# St Graal
Léo Meynard, connu sous le pseudonyme St Graal , né en 1998 à Angoulême est un auteur-compositeur-interprète français.
Le nom St Graal est un clin d’œil au film Sacré Graal des Monty Python, dont il est fan. Il cite également l’artiste St Germain et l’esthétique des noms en « Saint ». Il décrit son projet musical comme une quête, avec l’idée d’y dissimuler des indices ou mystères à décrypter.

## Biographie

### Jeunesse
Issu d'une famille aux goûts musicaux éclectiques, il développe très tôt une passion pour la musique. Adolescent, il suit des cours de guitare à domicile, puis intègre le conservatoire d'Angoulême où il étudie l'opéra et le chant lyrique pendant quatre ans.
Après 2 ans à la faculté de musique de Bordeaux, il travaille comme aide médico-psychologique tout en se produisant la nuit en tant que DJ-chanteur lors de shows Drag.

### Carrière musicale
Pendant le confinement lié à la pandémie du covid-19, il gagne en notoriété grâce à ses vidéos sur TikTok et Instagram, où il partage régulièrement des extraits de ses compositions. En 2021, Son titre "Les Dauphins" devient viral, cumulant plusieurs millions de vues.
En 2022, il remporte le Prix du public aux Inouïs du Printemps de Bourges et confirme sa place sur la scène musicale française,.
Le 27 septembre 2024, St Graal dévoile son EP, Les Extraordinaires Histoires d'Amour de St Graal, un projet de neuf titres qui explore l'amour sous toutes ses formes. Cet EP aborde des thèmes allant de l'amour adolescent à l'hyper-romantisme, en passant par le polyamour et l'acceptation de soi.
Il débute sa tournée en janvier 2025 et joue à la Cigale le 2 avril 2025 à guichet fermé.

### Influences
Parmi ses influences notables, on retrouve des groupes emblématiques comme The Strokes, Green Day et Blur, qui ont marqué son approche de l'électro-rock avec des guitares incisives. Il s'inspire également de figures de la chanson française, notamment Hubert-Félix Thiéfaine, Odezenne et Feu! Chatterton.

## Discographie

### EP
- 2019 : Pulsions
- 2023 : Le coeur qui cogne
- 2024 : Les Extraordinaires Histoires d'Amour de St Graal (Glory Box)

### Singles
- 2020 : Le goût de la vie
- 2021 : Les dauphins
- 2022 : Perdu (avec Ajar)
- 2023 : Resto Basket
- 2023 : Night Club (avec Dani Terreur)
- 2024 : Je t'emmènerai
- 2024 : Premier Baiser (avec Kalika)

## Distinctions
- iNOUïS du Printemps de Bourges 2022 : Prix du Public